# 越南華鯿
越南華鯿（學名：Sinibrama affinis），為輻鰭魚綱鯉形目鲴科華鯿属的其中一種。分布於亞洲越南北部、中國廣西、廣東、雲南、海南島及寮國淡水流域，本魚體呈銀色，體延長且側扁，眼大，嘴巴端位，體長可達14公分，棲息在河川底中層水域，生活習性不明。

## 扩展阅读
維基物種上的相關：越南華鯿